# Montagnes Arbuckle
Pour les articles homonymes, voir Arbuckle.
Les montagnes Arbuckle se trouvent dans le Sud de l'État de l'Oklahoma aux États-Unis. Elles se sont formées il y a environ 540 à 440 millions d'années à la fin du Précambrien et au début du Paléozoïque ayant subi par la suite une importante érosion. D'une altitude maximale de 430 mètres, il s'agit davantage de collines que de véritables montagnes. Les altitudes sont plus élevées à l'ouest qu'à l'est. Géologiquement, elles forment l'un des massifs les plus anciens des États-Unis.

## Géographie

### Situation

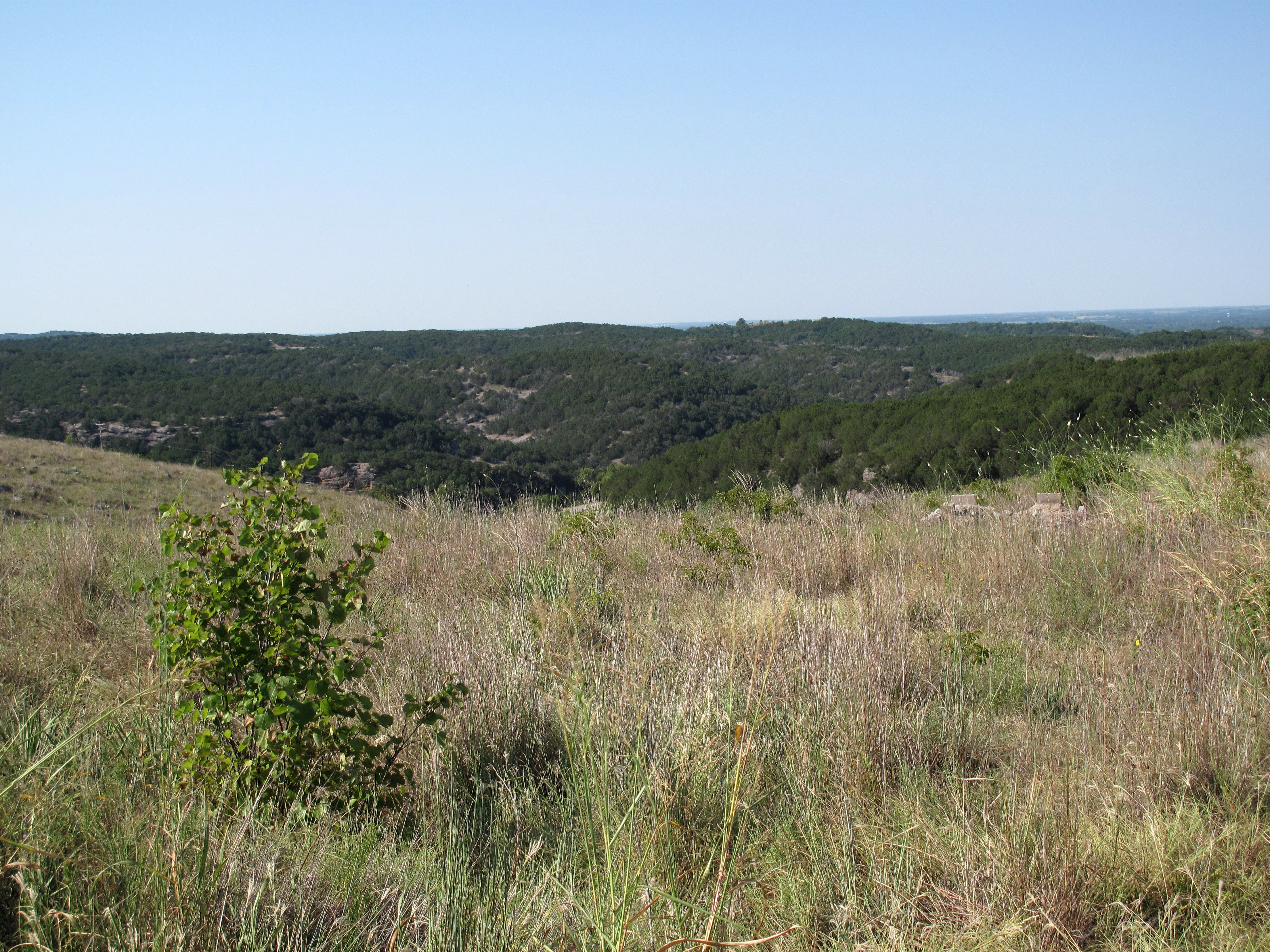
Paysage de l'Arbuckle Wilderness.

Les montagnes Arbuckle s'étendent sur 56 km d'est en ouest pour une largeur comprise entre 15 et 25 km du nord au sud. La plus grande partie de ce relief se trouve au nord du comté de Carter et au sud du comté de Murray, à environ 24 km au nord d'Ardmore et à 8 km au sud de  Davis sur l'Interstate 35.  L'est du massif est à environ 8 km de Sulphur sur l'U.S. Highway 177.

### Géologie

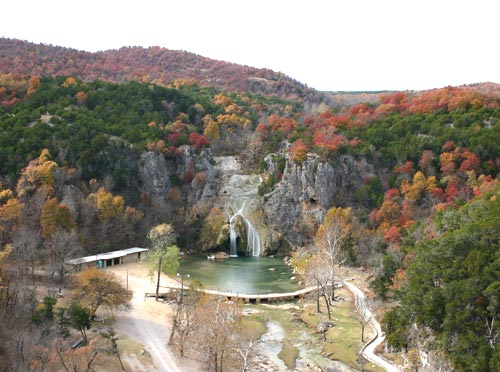
Turner Falls, montagnes Arbuckle

Les Arbuckles forment un anticlinal allongé suivant une orientation ouest/nord-ouest. Le cœur de cette structure est composé de roches extrusives et intrusives du Protérozoïque,de gneiss et de granite âgé de 1,3 milliard d'années. Ces couches sont flanquées par des calcaires et des grès du début du Paléozoïque qui s'enfoncent presque à la verticale. À la fin du Cambrien et au début du Pennsylvanien, la région connut plusieurs phases d'immersion durant lesquelles se sont déposées des sédiments qui ont donné le calcaire, la dolomie, le shale et le grès que l'on trouve au sommet des montagnes. Des conglomérats du Pennsylvanien et du Permien se sont formés après l'élévation et la déformation des strates les plus anciennes. Les montagnes Arbuckle et les montagnes Wichita sont alignées et décrivent presque un angle droit avec les Ouachitas au sud du Marathon Uplift. Les Arbuckles trouvent leur origine dans le rift ou aulacogène du socle précambrien qui fut soulevé et déformé par l'orogenèse d'Ouachita.

### Hydrographie et formes karstiques
La Washita est le principal cours d'eau qui traverse les montagnes Arbuckle et qui forme une gorge étroite d'une centaine de mètres de profondeur. Le principal plan d'eau (13,3 km2), le lac Arbuckle se trouve près de la ville de Sulphur. Le Turner Falls Park est l'un des plus anciens de l'Oklahoma et abrite les Turner Falls (23 mètres de hauteur).
L'aquifère d'Arbuckle Simpson abrite l'une des eaux de source les plus pures du monde et alimente en eau la Blue River et l'Honey Creek qui forme les Turner Falls au sud de Davis. En raison de la structure karstique du sous-sol, l'eau ne reste pas en surface et s'infiltre dans les roches : elle façonne un réseau de galeries souterraines dans les couches calcaires.

## Histoire
Les montagnes Arbuckle portent le nom d'un général virginien, Matthew Arbuckle (1778–1851), qui passa les dernières décennies de son existence dans le Territoire indien. Quelque temps avant sa mort au Fort Smith (Arkansas), il commandait plusieurs détachements de soldats qui fondèrent un poste de contrôle de la route vers la Californie sur le Wildhorse Creek (aujourd'hui dans le comté de Garvin). Ce poste situé près de la Washita River fut baptisé « fort Arbuckle » en son honneur en 1851 et fut abandonné en 1870. Cependant, le nom resta pour désigner les collines environnantes.

## Activités
Parmi les lieux les plus fréquentés, on peut citer des chutes d'eau (Turner Falls au sud de Davis), la Chickasaw National Recreation Area (Sulphur), et le lac des Arbuckles. L'Okla Suave est un festival culturel et traditionnel qui a lieu tous les ans dans les montagnes. La région compte de nombreux campings comme le Camp Classen des YMCA et le Falls Creek Baptist Conference Center, qui accueille chaque année 55 000 campeurs.
L'agriculture est difficile et les principales activités économiques sont l'extraction minière et l'élevage.